# Bistum Aurangabad
Das Bistum Aurangabad (lateinisch Dioecesis Aurangabadensis, Marathi औरंगाबाद बिशपच्या अधिकारातील प्रदेश) ist eine in Indien gelegene römisch-katholische Diözese mit Sitz in Aurangabad. Es stimmt weitgehend mit der historischen Region Marathwada und der Division Aurangabad im Bundesstaat Maharashtra überein.

## Geschichte
Papst Paul VI. gründete es mit der Apostolischen Konstitution Qui arcano am 17. Dezember 1977 aus Gebietsabtretungen des Bistums Amravati und des Erzbistums Hyderabad und es wurde dem Erzbistum Nagpur als Suffraganbistum unterstellt.

## Territorium
Das Bistum Aurangabad umfasst die Division Aurangabad im Bundesstaat Maharashtra.

## Bischöfe von Aurangabad
- Dominic Joseph Abreo (17. Dezember 1977–1. Mai 1987)
- Ignatius D’Cunha (6. Februar 1989–20. Januar 1998)
- Sylvester Monteiro (9. Februar 1999–14. August 2005)
- Edwin Colaço (20. Oktober 2006–13. Mai 2015)
- Ambrose Rebello (13. Mai 2015–17. Februar 2024)
- Bernard Lancy Pinto (seit 17. Februar 2024)